# 室町古河三井ビルディング
室町古河三井ビルディング（むろまちふるかわみついビルディング）は、東京都中央区日本橋室町に所在する超高層ビルである。三井不動産が官民地元と一体で進めた室町東地区開発計画の第2期として建設された。商業区画はCOREDO室町2（コレドむろまちツー、コレド室町2）の名称が付されている。
第57回BCS賞（日本橋室町東地区開発）。平成28年度土地活用モデル大賞（国土交通大臣賞）、第14回照明デザイン賞（優秀賞） を受賞。

## 概要
低層部に食物販を中心とした商業施設、シネマコンプレックス、高層部にオフィス、最上部4層の共同住宅で構成される地下4階、地上22階建ての複合施設である。
地下1階には、三越前駅から続く地下広場と一体となった江戸桜通り地下歩道、2014年秋に竣工した福徳神社との接続地下歩道があり、2階にはCOREDO室町1と道路上空でつながるブリッジも架けられ、周辺街区と密接につながる歩行者動線が構築されている。

## フロア構成

### COREDO室町2
地下1階～地上6階部分（シネコンを含む）を占め、飲食店を中心に全39店が出店する。メインエントランスは、COREDO室町1・2・3の3街区が構成する辻に面する南西角に配置し、地下1階には地下歩道空間から直接アプローチできるエントランスも配置した。

### TOHOシネマズ日本橋
2～6階部分に入る映画館でTOHOシネマズが管理・運営を担う。日本橋地域では初の全9スクリーンを擁するシネコンである。2階にエントランス、3階にロビー・チケットカウンター・売店・入場ゲート・スクリーン1〜5、5階にスクリーン6〜9が置かれている。
2019年1月26日、緊急設備点検のため18時から営業中止となり、そのまま再開が未定となった。営業中止当初は理由を公表していなかったが、後日「一部スクリーンの天井部品破損による全スクリーンの安全確認と原因究明」であることが発表された。同年3月1日、スクリーン6・7・8・9については、安全が確認でき営業を再開したが、スクリーン1・2・3・4・5については引き続き補修作業が必要であるとされ全館復旧は見送られることとなった。同年7月2日、スクリーン1・2・3・4・5の補修作業がスクリーン毎に完了し、スクリーン1・5から順次復旧することが正式に発表された。7月26日　全面復旧。だが2020年4月7日、新型コロナウイルス感染症流行に伴う緊急事態宣言の影響で再び営業休止となり、同年6月5日から再開したが、翌2021年4月25日以降も同様の措置が発令されたことにより三度休館となった。同6月1日 営業再開。

#### スクリーン
総座席数は1,770席（車椅子席18席）。 
| スクリーン | 座席数 | 車椅子席 | 音響設備            | スクリーンサイズ     |
| ---------- | ------ | -------- | ------------------- | -------------------- |
| 1          | 128    | 2        | QSC / デジタル5.1ch | 10.1×4.2m            |
| 2          | 110    | 2        | QSC / デジタル5.1ch | 9.1×3.8m             |
| 3          | 119    | 2        | QSC / デジタル5.1ch | 9.6×4.0m             |
| 4          | 119    | 2        | QSC / デジタル5.1ch | 9.6×4.0m             |
| 5          | 226    | 2        | QSC / デジタル5.1ch | 13.9×5.8m            |
| 6          | 213    | 2        | QSC / デジタル5.1ch | 13.6×5.7m            |
| 7          | 404    | 2        | QSC / デジタル5.1ch | 18.7×7.9m（TCX仕様） |
| 8          | 290    | 2        | QSC / DOLBY-ATMOS   | 16.0×6.7m（TCX仕様） |
| 9          | 143    | 2        | QSC / デジタル5.1ch | 10.1×4.2m            |

- スクリーン5、スクリーン7、スクリーン8には中列にプレミアムボックスシートが設置されている。
- スクリーン7、スクリーン8は、TOHOシネマズ独自規格のラージスクリーン「TCX」の仕様になっている。またスクリーン8には「DOLBY ATMOS」が設置されており、対応作品上映の際に稼働している。
- 全スクリーン、スタジアム形式の構造で座席の列ごとに傾斜がある。

### オフィスエリア
7～17階がオフィスエリアで、エントランスは江戸桜通りに面しつつ、車寄せ・タクシーベイに隣接するように建物東寄りに配置した。スパン7.2mの3.6mモジュールの片コア形式の基準階を採用し、奥行約17mの約550坪の執務空間とした。

### 共同住宅
最上部4層（18～21階）にラグジュアリー賃貸レジデンス「パークアクシス プレミア 日本橋室町」を設けた。中庭を中心に54戸が配置され、72時間対応の非常用発電機による電力確保、フィットネスセンターの設置のほか、コンシェルジュやバレーサービスが確保された住宅となっている。

## ギャラリー

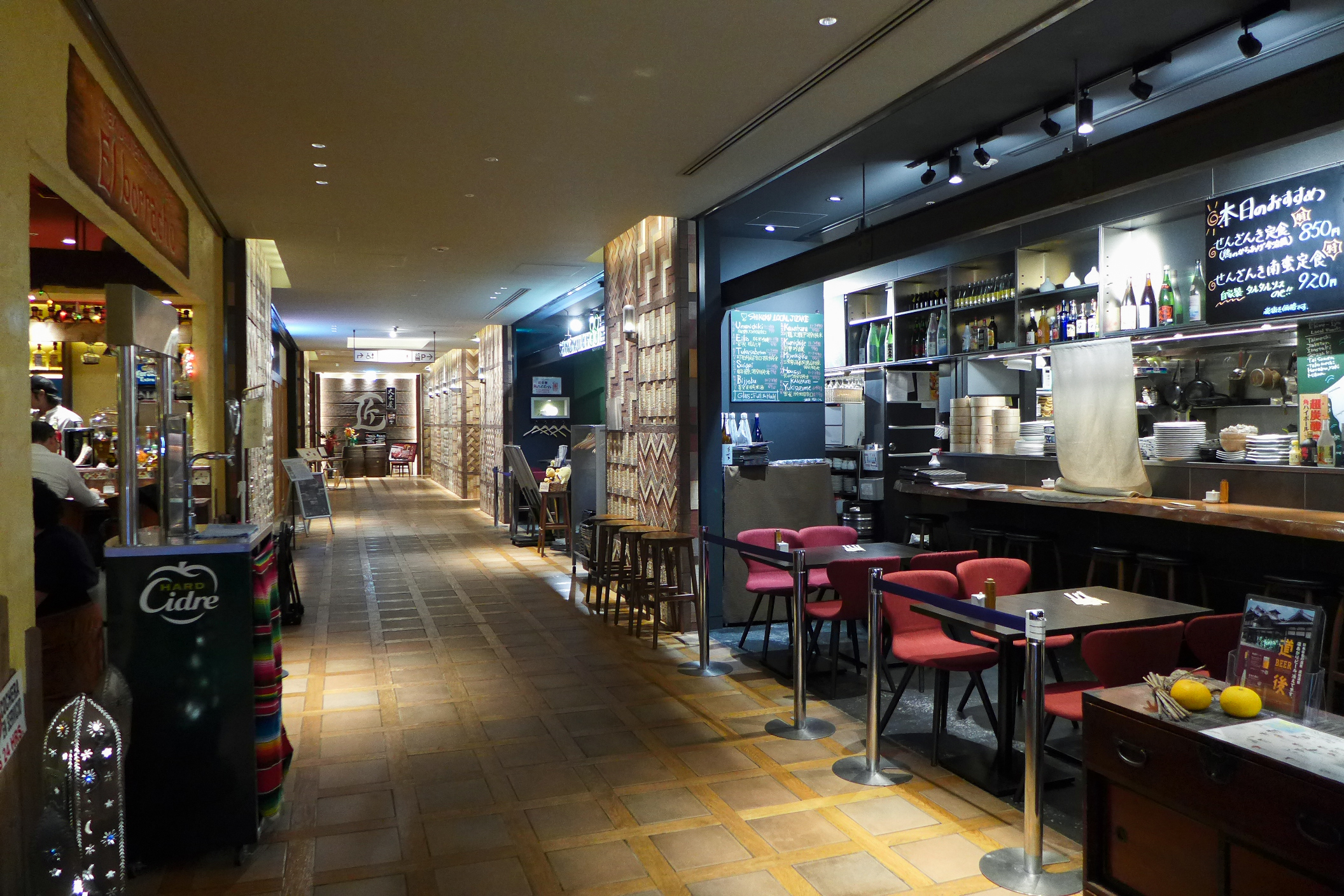
地下1階
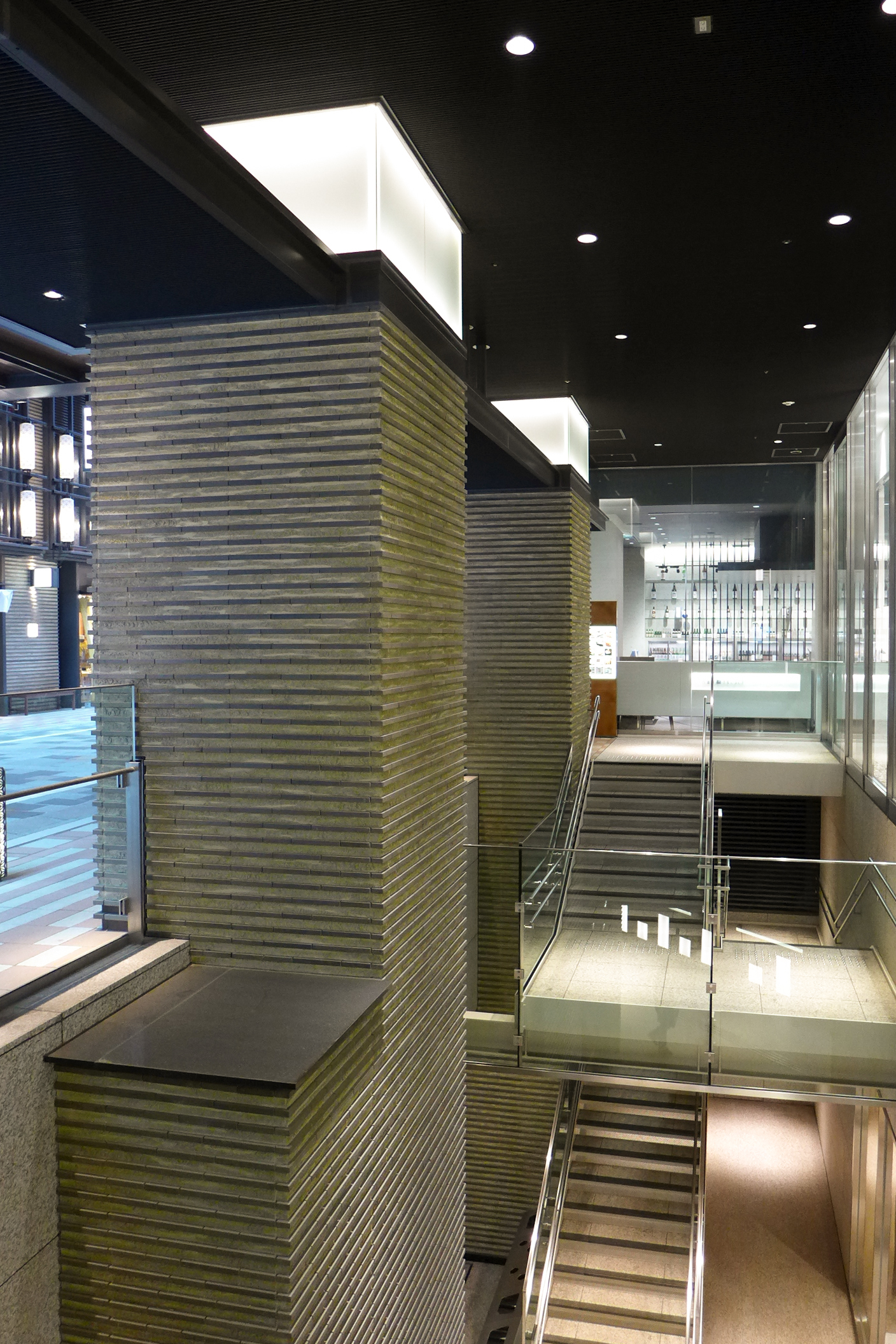
館内の階段
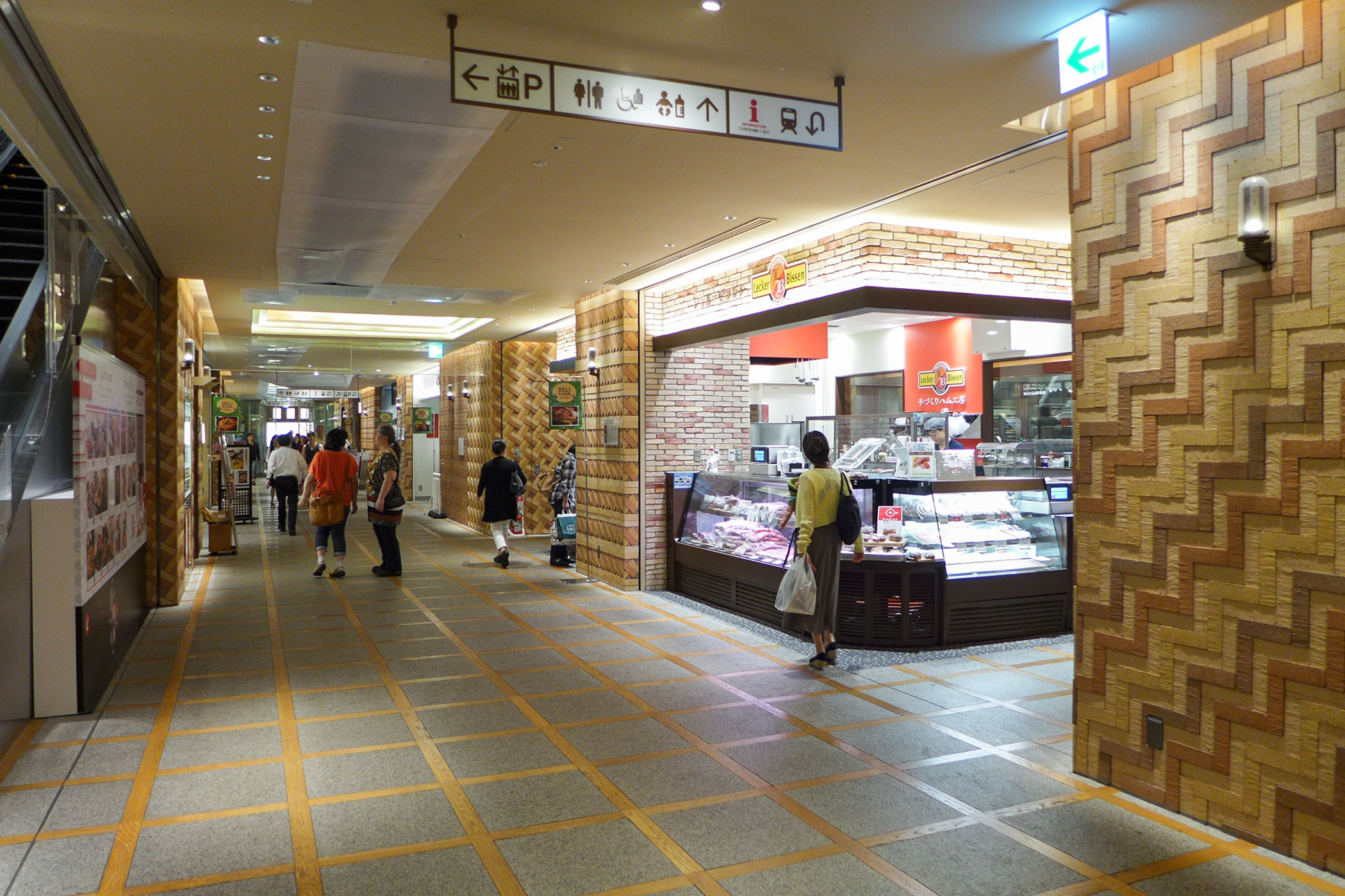
2階
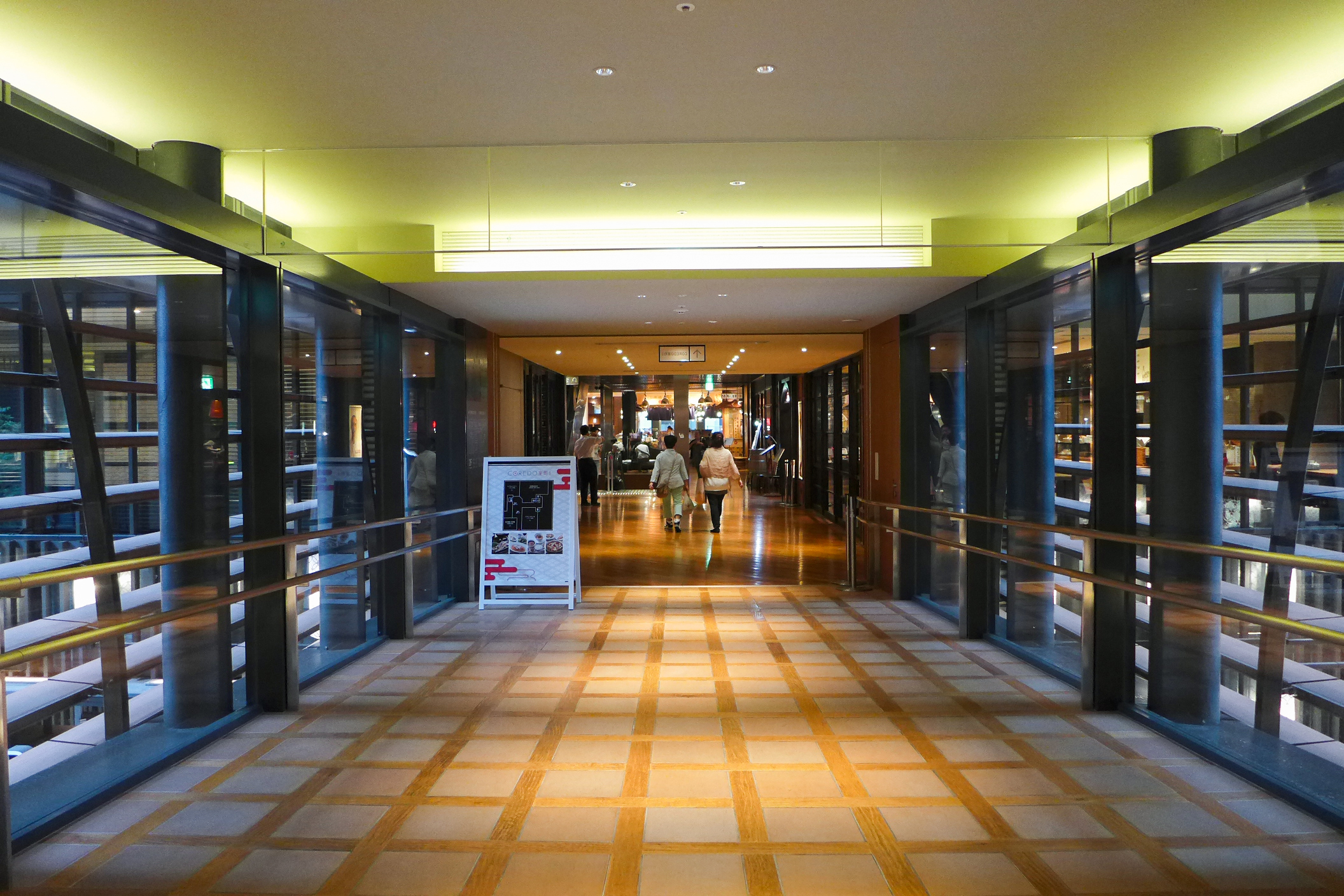
通路